# Groß-Umstadt
Groß-Umstadt é uma cidade do estado federal de Hesse na Alemanha. Tem cerca de 22.000 habitantes. Desde 1988 que está geminada com Santo Tirso.

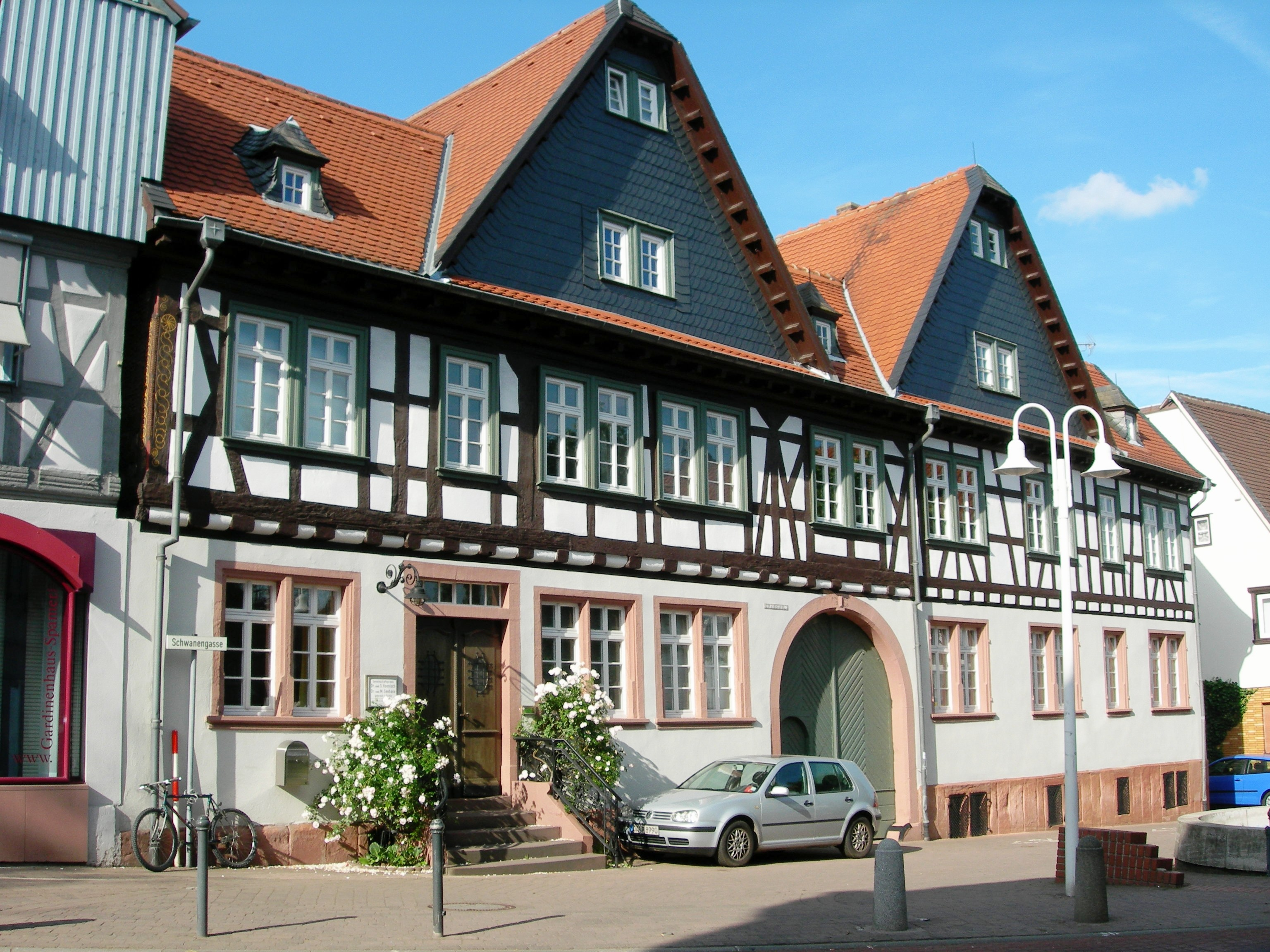
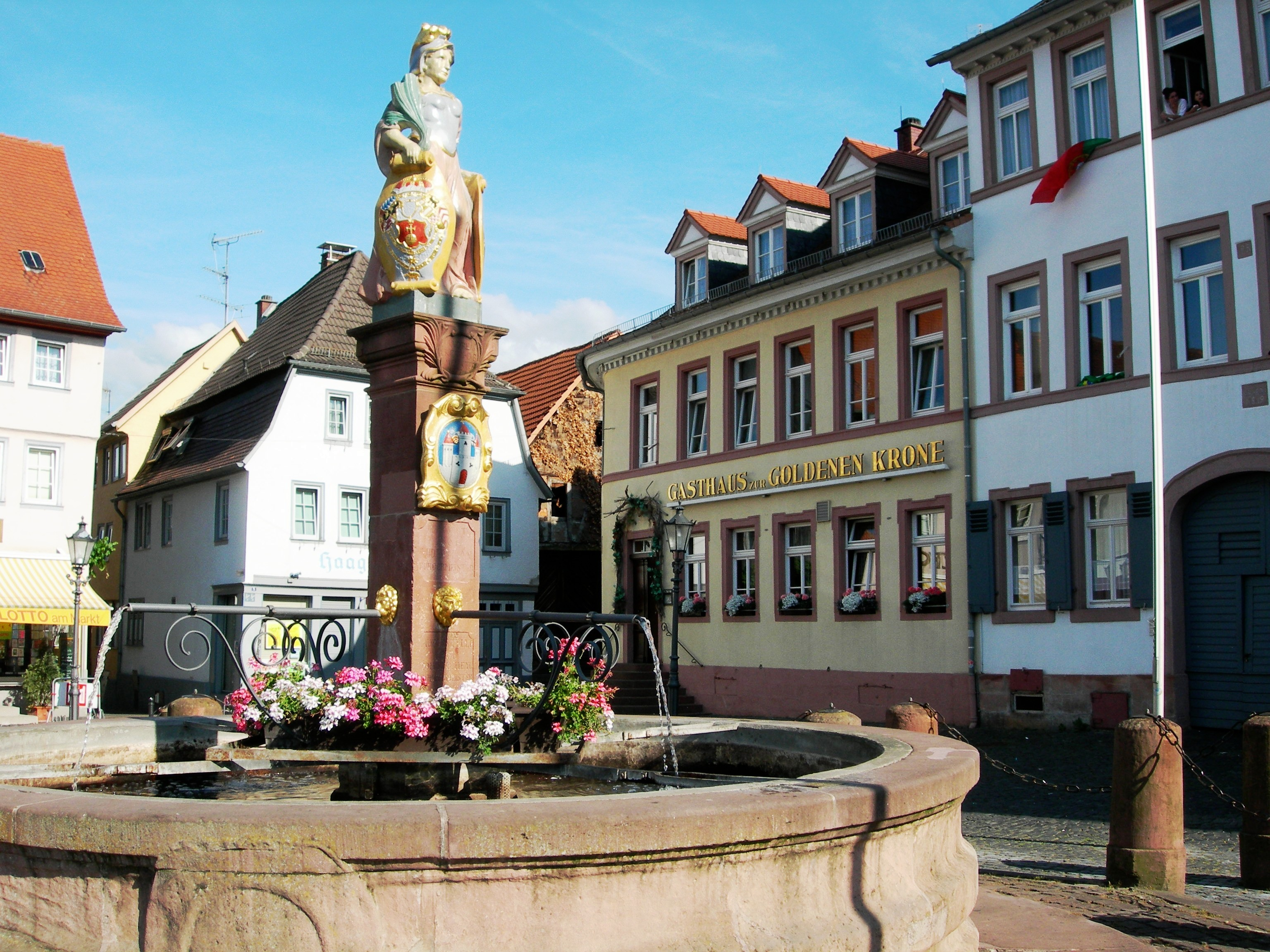
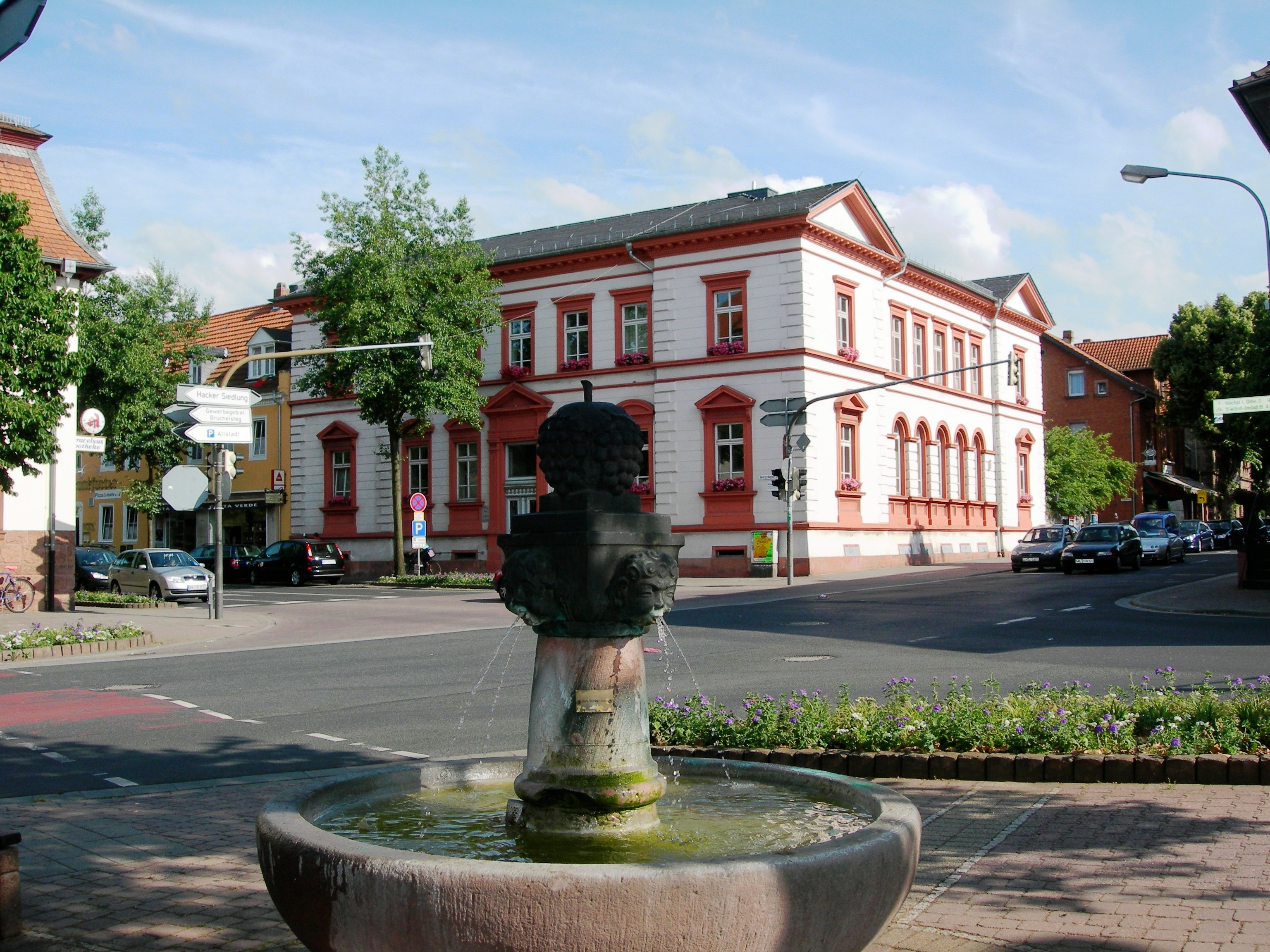
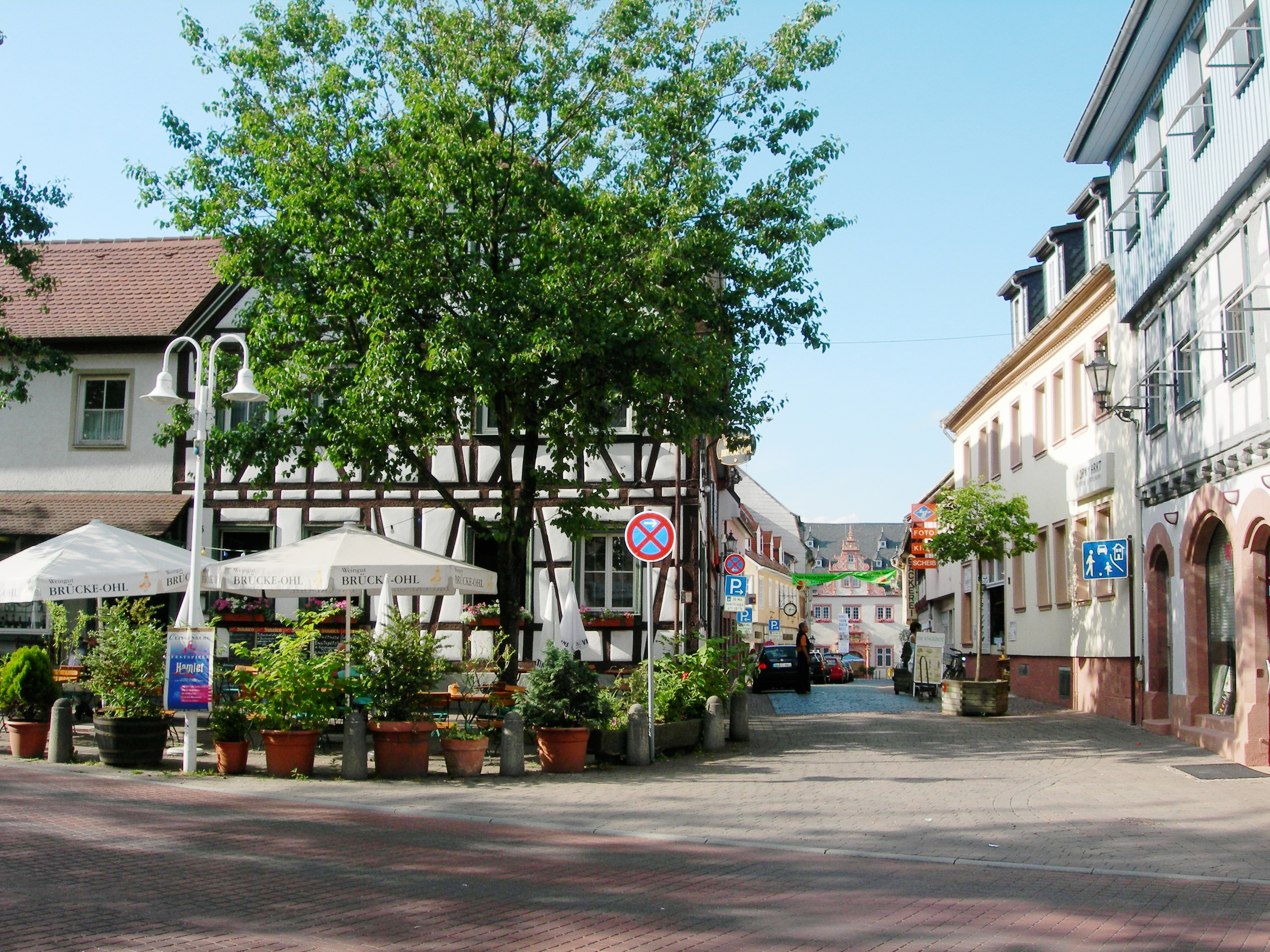